# Елберта (Мічиган)
Елберта (англ. Elberta) — селище (англ. village) в США, в окрузі Бензі штату Мічиган. Населення — 329 осіб (2020).

## Географія
Елберта розташована за координатами 44°37′14″ пн. ш. 86°14′3″ зх. д. / 44.62056° пн. ш. 86.23417° зх. д. (44.620597, -86.234032).  За даними Бюро перепису населення США в 2010 році селище мало площу 2,58 км², з яких 1,92 км² — суходіл та 0,65 км² — водойми.

## Демографія
Згідно з переписом 2010 року, у селищі мешкали 372 особи в 173 домогосподарствах у складі 101 родини. Густота населення становила 144 особи/км².  Було 229 помешкань (89/км²).
Расовий склад населення:
| - 95,2 % — білих - 0,8 % — корінних американців - 0,8 % — чорних або афроамериканців - 0,3 % — азіатів |

До двох чи більше рас належало 2,2 %. Частка іспаномовних становила 3,5 % від усіх жителів.
За віковим діапазоном населення розподілялося таким чином: 18,5 % — особи молодші 18 років, 60,0 % — особи у віці 18—64 років, 21,5 % — особи у віці 65 років та старші. Медіана віку мешканця становила 47,8 року. На 100 осіб жіночої статі у селищі припадало 107,8 чоловіків;  на 100 жінок у віці від 18 років та старших — 109,0 чоловіків також старших 18 років.
Середній дохід на одне домашнє господарство  становив 48 287 доларів США (медіана — 45 179), а середній дохід на одну сім'ю — 58 566 доларів (медіана — 47 143). За межею бідності перебувало 8,7 % осіб, у тому числі 0,0 % дітей у віці до 18 років та 4,5 % осіб у віці 65 років та старших.
Цивільне працевлаштоване населення становило 87 осіб. Основні галузі зайнятості: освіта, охорона здоров'я та соціальна допомога — 27,6 %, оптова торгівля — 12,6 %, транспорт — 10,3 %, роздрібна торгівля — 10,3 %.